# تپه حاج یزدان۱
تپه حاج یزدان۱ مربوط به هزاره اول قبل از میلاد است و در شهرستان مانه و سملقان، بخش سملقان، دهستان آلمه، روستای زمان صوفی واقع شده و این اثر در تاریخ ۱۸ شهریور ۱۳۸۷ با شمارهٔ ثبت ۲۳۱۹۸ به‌عنوان یکی از آثار ملی ایران به ثبت رسیده است.